# كريثيديا دو دوفين 2010
كريثيديا دو دوفين 2010 هو أحد سباقات طواف العالم للدراجات 2010 أقيم بتاريخ 6-13 يونـيو 2010، فاز به يانيز برايكوفيتش وحلّ ثانيا ألبيرتو كونتادور بينما حصل على المركز الثالث تجي فان جارد إرين.

## الترتيب
| م                     | الدرّاج            | البلد            |
| --------------------- | ----------------- | ---------------- |
| الفائز بالترتيب العام | يانيز برايكوفيتش  | سلوفينيا         |
| الثاني                | ألبيرتو كونتادور  | إسبانيا          |
| الثالث                | تجي فان جارد إرين | الولايات المتحدة |